# ベン・マンスフィールド
ベン・マンスフィールド（Ben Mansfield、1983年5月29日 - ）は、イングランドの俳優。ドラマ『プライミーバル』のヒラリー・ベッカー大尉役で知られる。

## キャリア
マンスフィールドはITVのSFドラマ『プライミーバル』で、亀裂調査センターに付属する軍の特殊部隊の大尉ヒラリー・ベッカーを演じた。BBCのシリーズ『魔術師 MERLIN』のアーサー役のオーディションでも役の候補に挙げられ、最終選考まで残ったものの、ブラッドリー・ジェームズに譲ることとなった。『魔術師 MERLIN』のキャスティングディレクターは『プライミーバル』のキャスティングディレクターも担当しており、ベッカー大尉役のオーディションの後にマンスフィールドが2009年のシリーズ3のキャストに加わったことを示唆した。
2014年7月1日、チャンネル4の新しいコメディ"Not Safe For Work"（以前はCUTという題）でアレックス役を演じることをTwitter上で告知した。
また、マンスフィールドは2016年1月3日に放送されたITVのドラマ『刑事モース〜オックスフォード事件簿〜』のシリーズ3に出演した。

### 舞台
舞台での彼のクレジットには以下のものがある。
- French Without Tears（テレンス・ラティガン作、アラン・ハワード役、English Touring シアター）
- Jenufa（ティンバーレイク・ウェタンベイカー作、アルコラ・シアター）
- Much Ado About Nothing（ウィリアム・シェイクスピア作、Regent's Park Open Air シアター）
- A Midsummer Night's Dream（ウィリアム・シェイクスピア作、ローズ・シアター）
- Henry IV Parts One and Two（ウィリアム・シェイクスピア作、ホットスパー、ピストル役、The Theatre Royal）
- One Man, Two Guvnors（ロンドン、The Theatre Royal Haymarket）
- Relative Values（Theatre Royal, Bath & Harold Pinter Theatre）
- Great Britain（Haymarket Theatre[4][5]）

2013年6月12日から29日にはバースの The Theatre Royal でノエル・カワードの Relative Values のドン・ルーカス役で登壇した。トレヴァー・ナン監督による本作はバースからブリストルまで上演された後、Harold Pinter Theatre に2014年3月19日から6月21日までの期間限定で移されて上演された。
2016年7月、マンスフィールドがマート・クラウリーの "The Boys In the Band" のラリー役を演じることが告知された。

## 作品
| 年   | 作品                                 | 役                         | 備考                                                              |
| ---- | ------------------------------------ | -------------------------- | ----------------------------------------------------------------- |
| 2007 | Hell Bent for Leather                | Owen Oakshott              | 短編                                                              |
| 2008 | ホルビー・シティー                   | アダム・ベアマン           | テレビシリーズ（シリーズ10エピソード12 "For Your Consideration"） |
| 2009 | ミスター・ノーバディ                 | ステファノ                 |                                                                   |
| 2009 | プライミーバル                       | ヒラリー・ベッカー大尉     | テレビシリーズ（21エピソード: 2009-2011）                         |
| 2015 | Not Safe For Work                    | アレックス                 | テレビシリーズ（2エピソード: 2015）                               |
| 2016 | Father Brown                         | トニー・フェアファックス   | テレビシリーズ（シリーズ4エピソード6 "The Rod of Asclepius"）     |
| 2016 | 刑事モース〜オックスフォード事件簿〜 | ブルース・ベルボラフ       | テレビシリーズ（シリーズ3エピソード1 "Ride"）                     |
| 2016 | バトルフィールド1                    | ジョージ・ラックハム（声） | ビデオゲーム                                                      |